# World Bridge Federation
La World Bridge Federation (WBF) è la federazione sportiva internazionale, riconosciuta dal Comitato olimpico internazionale (CIO), che governa lo sport del bridge.